# Manhay
Manhay (in vallone Manhé) è un comune belga di 3 185 abitanti, situato nella provincia vallona del Lussemburgo.